# 李宜相
李 宜相（イ・ウィサン、朝鮮語: 이의상、1889年9月15日 - 1968年12月18日）は、大韓帝国の公務員、大韓民国の政治家。制憲韓国国会議員。

## 経歴
忠清北道陰城郡出身。官立漢城外国語学校英語部卒。大韓帝国では度支部の税関主事を務めた。その後は農業に携わり、陰城酒造を営んだ。解放後は政界で大韓独立促成国民会陰城郡支部長を務めた。
1948年の初代総選挙に陰城選挙区から大韓独立促成国民会所属として出馬して当選したが、1950年の第2代総選挙では次点で落選した。国会議員を1期務めた。 